# Joseph Griffard

a Compétitions nationales et continentales officielles uniquement.

b Matchs officiels uniquement.
Joseph Griffard, né le 13 novembre 1905 à Limoges et mort le 13 mars 1984 à Toulouse, est un joueur de rugby à XV international français et de rugby à XIII international français dans les années 1920, 1930 et 1940.
J. Griffard est formé au sein du club de l'U.S. Montauban dans les années 1920 avec lequel il dispute le Championnat de France. En 1929, il rejoint le club du Lyon O.U. qui se constitue l'une des plus compétitives équipes et connaît au début des années 1930 un âge d'or. Le club avec J. Griffard en son sein domine le Championnat de France en remportant les titres en 1932 et 1933 ainsi que le Challenge Yves du Manoir en 1933. J. Griffard étant une référence du XV, il côtoie la sélection française, mais celle-ci connaît à ce moment-là une période trouble et subit une exclusion du Tournoi des Cinq Nations, ne permettant donc pas d'organiser de nombreuses rencontres internationales et contraignant R. Claudel à n'avoir que trois sélections entre 1932 et 1934.
Séduit par l'arrivée du rugby à XIII en France, il change de code de rugby en décembre 1934 pour rejoindre l'U.S. Lyon-Villeurbanne à l'instar de Roger Claudel et Henri Marty. Il y joue trois saisons et remporte la Coupe de France en 1935 emmené par Charles Mathon, puis joue deux saisons au RC Roanne y remportant le Championnat de France en 1938 complété de quelques rencontres amateurs avec l'équipe réserve de l'U.S. Lyon-Villeurbanne. Parallèlement, il connaît trois participations à la Coupe d'Europe des nations en 1936 et 1937 et 1938 avec l'équipe de France dont il tient le poste de deuxième ligne.
Après la Seconde Guerre mondiale, il revient au sein de l'U.S. Montauban en rugby à XV et en prend le management en les emmenant en huitième de finale du Championnat de France en 1947 et 1949. Il tente de monter un club de rugby à XIII à Montauban en 1951 qui amène les instances de rugby à XV à réagir vivement contre ce projet et obligeant le mouvement treiziste à se désolidariser de cette tentative pour éviter de nouvelles tensions entre les deux codes de rugby.

## Biographie
Joseph Griffard naît à Limoges mais sa famille est originaire de Montauban. Il est le fils de Pierre Griffard (1873-1927), employé aux chemins de fer, et de Joséphine Harbiter (1877-), alors tous deux domiciliés au Puy Imbert. Il se marie le 7 octobre 1929 avec Marthe Picod (1904-1998) à la mairie de Montauban,.
Véritable référence en rugby à XV dans les postes d'avants au début des années 1930, Griffard est un élément essentiel du dispositif du Lyon olympique universitaire rugby auréolé de deux titres en championnat de France en 1932 et 1933. Il est également en ce temps où la France est exclue du tournoi des Cinq Nations l'un des titulaires prenant part à trois rencontres rencontres contre l'Allemagne.
En décembre 1934, il franchit le rubicon pour jouer au rugby à XIII, tout d'abord à Lyon-Villeurbanne puis à Roanne. Il y remporte le championnat de France en 1939 et deux fois la coupe de France en 1935 et 1938. Il devient également l'un des joueurs les plus sélectionnés en équipe de France avant le début de la Seconde Guerre mondiale comptant neuf sélections entre 1936 et 1938 avec une participation à trois éditions de la coupe d'Europe.
Après la Seconde Guerre mondiale, il rejoint l'US Montauban en rugby à XV en tant que joueur puis dirigeant.

## Palmarès

### Rugby à XV
- Collectif : 
  - Vainqueur du Championnat de France : 1932 et 1933 (Lyon).
  - Vainqueur du Challenge Yves du Manoir : 1933 (Lyon).
  - Finaliste du Championnat de France : 1931 (Lyon).

#### Détails en sélection
| Matchs internationaux de Joseph Griffard en rugby à XV | Matchs internationaux de Joseph Griffard en rugby à XV | Matchs internationaux de Joseph Griffard en rugby à XV | Matchs internationaux de Joseph Griffard en rugby à XV | Matchs internationaux de Joseph Griffard en rugby à XV | Matchs internationaux de Joseph Griffard en rugby à XV | Matchs internationaux de Joseph Griffard en rugby à XV | Matchs internationaux de Joseph Griffard en rugby à XV | Matchs internationaux de Joseph Griffard en rugby à XV | Matchs internationaux de Joseph Griffard en rugby à XV | Matchs internationaux de Joseph Griffard en rugby à XV | Matchs internationaux de Joseph Griffard en rugby à XV |
|                                                        | Date                                                   | Adversaire                                             | Résultat                                               | Compétition                                            | Poste                                                  | Points                                                 | Essais                                                 | Pen.                                                   | Drops                                                  |                                                        |                                                        |
| ------------------------------------------------------ | ------------------------------------------------------ | ------------------------------------------------------ | ------------------------------------------------------ | ------------------------------------------------------ | ------------------------------------------------------ | ------------------------------------------------------ | ------------------------------------------------------ | ------------------------------------------------------ | ------------------------------------------------------ | ------------------------------------------------------ | ------------------------------------------------------ |
| sous les couleurs de la France                         |                                                        |                                                        |                                                        |                                                        |                                                        |                                                        |                                                        |                                                        |                                                        |                                                        |                                                        |
| 1                                                      | 17 avril 1932                                          | Allemagne                                              | 20-4                                                   | Test match                                             | Pilier                                                 | -                                                      | -                                                      | -                                                      | -                                                      |                                                        |                                                        |
| 2                                                      | 26 mars 1933                                           | Allemagne                                              | 38-17                                                  | Test match                                             | Deuxième ligne                                         | -                                                      | -                                                      | -                                                      | -                                                      |                                                        |                                                        |
| 3                                                      | 25 mars 1934                                           | Allemagne                                              | 13-9                                                   | Test match                                             | Deuxième ligne                                         | -                                                      | -                                                      | -                                                      | -                                                      |                                                        |                                                        |

#### Statistiques en club
| Saison  | Saison         | Championnat           | Championnat     | Coupe                    | Coupe        | Sélection | Sélection | Sélection | Sélection | Sélection | Sélection | Sélection |
| Saison  | Saison         | Comp.                 | Class.          | Comp.                    | Class.       | Comp.     | M         | Pts       | Ess.      | Buts      | Dp.       |           |
| ------- | -------------- | --------------------- | --------------- | ------------------------ | ------------ | --------- | --------- | --------- | --------- | --------- | --------- | --------- |
| 1928-29 | U.S. Montauban | Championnat de France | Poule de cinq   |                          |              |           |           |           |           |           |           |           |
| 1929-30 | Lyon O.U.      | Championnat de France | Poule de cinq   |                          |              |           |           |           |           |           |           |           |
| 1930-31 | Lyon O.U.      | Championnat de France | Finaliste       |                          |              |           |           |           |           |           |           |           |
| 1931-32 | Lyon O.U.      | Championnat de France | Vainqueur       | Challenge Yves du Manoir | 2e           |           |           |           |           |           |           |           |
| 1932-33 | Lyon O.U.      | Championnat de France | Vainqueur       | Challenge Yves du Manoir | Vainqueur    |           |           |           |           |           |           |           |
| 1933-34 | Lyon O.U.      | Championnat de France | Phase de poules | Challenge Yves du Manoir | 2e (poule A) |           |           |           |           |           |           |           |

### Rugby à XIII
- Collectif :
  - Vainqueur du Championnat de France : 1939 (Roanne).
  - Vainqueur de la Coupe de France : 1935 (Lyon-Villeurbanne) et 1938 (Roanne).

#### Détails en sélection
| Matchs internationaux de Joseph Griffard en rugby à XIII | Matchs internationaux de Joseph Griffard en rugby à XIII | Matchs internationaux de Joseph Griffard en rugby à XIII | Matchs internationaux de Joseph Griffard en rugby à XIII | Matchs internationaux de Joseph Griffard en rugby à XIII | Matchs internationaux de Joseph Griffard en rugby à XIII | Matchs internationaux de Joseph Griffard en rugby à XIII | Matchs internationaux de Joseph Griffard en rugby à XIII | Matchs internationaux de Joseph Griffard en rugby à XIII | Matchs internationaux de Joseph Griffard en rugby à XIII | Matchs internationaux de Joseph Griffard en rugby à XIII | Matchs internationaux de Joseph Griffard en rugby à XIII |
|                                                          | Date                                                     | Adversaire                                               | Résultat                                                 | Compétition                                              | Poste                                                    | Points                                                   | Essais                                                   | Pen.                                                     | Drops                                                    |                                                          |                                                          |
| -------------------------------------------------------- | -------------------------------------------------------- | -------------------------------------------------------- | -------------------------------------------------------- | -------------------------------------------------------- | -------------------------------------------------------- | -------------------------------------------------------- | -------------------------------------------------------- | -------------------------------------------------------- | -------------------------------------------------------- | -------------------------------------------------------- | -------------------------------------------------------- |
| sous les couleurs de la France                           |                                                          |                                                          |                                                          |                                                          |                                                          |                                                          |                                                          |                                                          |                                                          |                                                          |                                                          |
| 1.                                                       | 16 février 1936                                          | Angleterre                                               | 7-25                                                     | Coupe d'Europe                                           | Deuxième ligne                                           | -                                                        | -                                                        | -                                                        | -                                                        |                                                          |                                                          |
| .                                                        | 26 avril 1936                                            | Dominions                                                | 8-5                                                      | Test-match                                               | Deuxième ligne                                           | -                                                        | -                                                        | -                                                        | -                                                        |                                                          |                                                          |
| .                                                        | 21 mars 1937                                             | Dominions                                                | 3-6                                                      | Test-match                                               | Deuxième ligne                                           | -                                                        | -                                                        | -                                                        | -                                                        |                                                          |                                                          |
| 2.                                                       | 10 avril 1937                                            | Angleterre                                               | 9-23                                                     | Coupe d'Europe                                           | Deuxième ligne                                           | -                                                        | -                                                        | -                                                        | -                                                        |                                                          |                                                          |
| .                                                        | 1er novembre 1937                                        | Empire Britannique                                       | 0-15                                                     | Test-match                                               | Pilier                                                   | -                                                        | -                                                        | -                                                        | -                                                        |                                                          |                                                          |
| 3.                                                       | 2 janvier 1938                                           | Australie                                                | 6-35                                                     | Test match                                               | Deuxième ligne                                           | -                                                        | -                                                        | -                                                        | -                                                        |                                                          |                                                          |
| 4.                                                       | 16 janvier 1938                                          | Australie                                                | 11-16                                                    | Test match                                               | Deuxième ligne                                           | 3                                                        | 1                                                        | -                                                        | -                                                        |                                                          |                                                          |
| 5.                                                       | 20 mars 1938                                             | Angleterre                                               | 15-17                                                    | Coupe d'Europe                                           | Deuxième ligne                                           | -                                                        | -                                                        | -                                                        | -                                                        |                                                          |                                                          |
| 6.                                                       | 2 avril 1938                                             | Pays de Galles                                           | 2-18                                                     | Coupe d'Europe                                           | Deuxième ligne                                           | -                                                        | -                                                        | -                                                        | -                                                        |                                                          |                                                          |

#### Statistiques en club
| Saison  | Saison               | Championnat           | Championnat | Coupe           | Coupe      | Sélection | Sélection | Sélection | Sélection | Sélection | Sélection | Sélection |
| Saison  | Saison               | Comp.                 | Class.      | Comp.           | Class.     | Comp.     | M         | Pts       | Ess.      | Buts      | Dp.       |           |
| ------- | -------------------- | --------------------- | ----------- | --------------- | ---------- | --------- | --------- | --------- | --------- | --------- | --------- | --------- |
| 1934-35 | US Lyon-Villeurbanne | Championnat de France | 3e          | Coupe de France | Vainqueur  |           |           |           |           |           |           |           |
| 1935-36 | US Lyon-Villeurbanne | Championnat de France | 1/2 finale  | Coupe de France | 1/4 finale |           | 1         | 0         | 0         | 0         | 0         |           |
| 1936-37 | US Lyon-Villeurbanne | Championnat de France | 5e          | Coupe de France | 1/4 finale |           | 1         | 0         | 0         | 0         | 0         |           |
| 1937-38 | R.C. Roanne          | Championnat de France | 1/2 finale  | Coupe de France | Vainqueur  |           | 4         | 3         | 1         | 0         | 0         |           |
| 1938-39 | R.C. Roanne          | Championnat de France | Vainqueur   | Coupe de France | 1/4 finale |           |           |           |           |           |           |           |